# IC 2703
IC 2703 ist eine leuchtschwache Zwerggalaxie im Sternbild Löwe an der Ekliptik. Sie ist schätzungsweise 40 Millionen Lichtjahre von der Milchstraße entfernt und hat einen Durchmesser von etwa 5.000 Lichtjahren.

Im selben Himmelsareal befinden sich u. a. die Galaxien NGC 3602, NGC 3605, NGC 3607, NGC 3608.
Das Objekt wurde am 23. April 1894  von Hermann Kobold entdeckt.